# Brittany Boyd
Brittany Boyd (ur. 11 czerwca 1993) – amerykańska koszykarka występująca na pozycji rozgrywającej.
Została pierwszą zawodniczką w historii rozgrywek konferencji Pac-12 NCAA, która uzyskała podczas swojej kariery akademickiej statystyki na poziomie co najmniej 1400 punktów, 700 zbiórek, 600 asyst i 300 przechwytów.
21 czerwca 2016 została zawodniczką CCC Polkowice. Klub zwolnił ją po rozegraniu trzech spotkań sezonu regularnego 26 listopada.

## Osiągnięcia
Stan na 8 czerwca 2021, na podstawie, o ile nie zaznaczono inaczej.
NCAA
- Uczestniczka:
  - rozgrywek NCAA Final Four (2013)
  - turnieju NCAA (2012–2015)
- Mistrzyni sezonu regularnego konferencji Pac-12 (2013)
- Zaliczona do:
  - I składu:
    - Pac-12 (2013–2015)
    - najlepszych zawodniczek pierwszorocznych konferencji Pac-12 (2012)
    - turnieju Pac-21 (2012)

  - składu All-Pac-12 Honorable Mention (2012)
  - składu Pac-12 All-Defensive Team Honorable Mention (2012)
  - II składu:
    - All-American najlepszych zawodniczek pierwszorocznych (2012)
    - All-American (2015)

WNBA
- Mistrzyni sezonu regularnego konferencji wschodniej WNBA (2015)
- Zaliczona do I składu debiutantek WNBA (2015)

Indywidualne
- Liderka w przechwytach ligi:
  - tureckiej (2019)
  - izraelskiej (2020)[5]